# Исчезающая точка

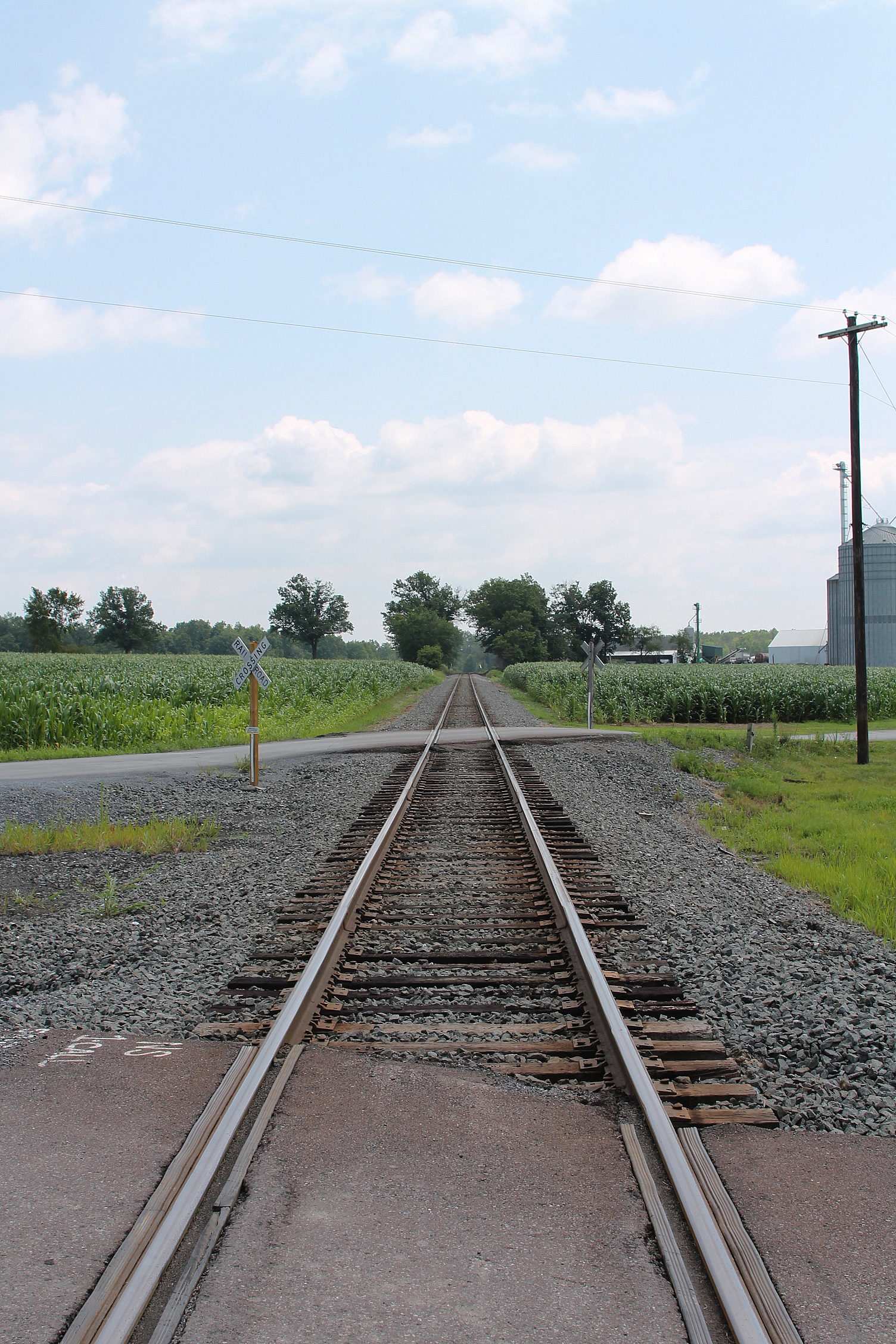
Исчезающая точка видна в дальнем конце этой железной дороги.

Исчезающая точка — это точка на плоскости изображения чертежа c перспективой, где двумерные перспективные проекции (или чертежи) взаимно параллельных линий в трёхмерном пространстве кажутся сходящимися. Когда набор параллельных линий перпендикулярен плоскости картины, эта конструкция известна как одноточечная перспектива, а их исчезающая точка соответствует месту зрителя или «точке глаза», с которой изображение должно просматриваться для правильной интерпретации наблюдателем геометрии перспективы. Традиционные линейные рисунки используют объекты с одним-тремя наборами параллелей, определяя от одной до трёх исчезающих точек.

## Теорема
Теорема о исчезающей точке — основная теорема в науке о перспективе. Она гласит, что изображение в плоскости картины π прямой L в пространстве, не параллельной картинке, определяется её пересечением с π и исчезающей точкой. Некоторые авторы использовали фразу «изображение линии включает исчезающую точку». Гвидобальдо дель Монте привёл несколько доказательств, и Хамфри Диттон назвал результат «главной и великой теоремой». Брук Тейлор написал первую книгу на английском языке о перспективе в 1714 году, в которой впервые использовал термин «исчезающая точка» и оказался первым, полностью объяснившим геометрию многоточечной перспективы, а историк Кирсти Андерсен обобщила эти наблюдения:244–6. Она отмечает, что с точки зрения проективной геометрии исчезающая точка — это изображение бесконечно удалённой точки, связанной с L, поскольку линия взгляда от точки O до исчезающей точки параллельна L